# Tereh Gyula
Tereh Gyula (Szatmár, 1858. szeptember 18. – Hódmezővásárhely, 1942. november 5.) református lelkész.

## Életútja
Tereh István és Moldovay Zsuzsanna fia. Szülőhelyén végezte a gimnázium hat osztályát; azután Késmárkra ment a német nyelv elsajátítása végett és itt a gimnázium felsőbb osztályait 1877-ben végezte. A teológiai tanfolyamot Debrecenben hallgatta. 1881-83-ban a szabad egyházi alapítvány segélyével két évet töltött Edinburgh-ban; ahonnét az edinburghi New College-t ismertette. Utazása közben megtekintette Európa nevezetesebb városait. Külföldről visszatérve Túrkevén lett segédlelkész. 1884-től 1888-ig Tiszaföldváron volt segédlelkész; itt készítette el 1885-ben A. B. Davidson Héber nyelvtanának fordítását és itt kezdte el az adatgyűjtést egy nagyobb szabású műhöz, A biblia ellentétes helyeinek magyarázata címmel. Mint hódmezővásárhelyi segédlelkész a Hód-Mező-Vásárhelynek volt rendes munkatársa. 1890-ben Erdélybe Székre ment segédlelkésznek. Székről 1890-ben a hódmezővásárhelyi református egyház népiskola-felügyelő lelkésznek választotta meg és ismét a Hód-Mező-Vásárhelynek lett a munkatársa. Halálát szívizom elfajulás okozta. Felesége Szeremley Etelka volt.
Cikkei a debreceni Önképzőköri Közlönyben (1881. Két német professor, angolból ford.); a Szamosban (1883. 51-60. sz. Skótiai tapasztalataimból); a Debreczeni Protestáns Lapban (1883. v. 84. A nasarenismus keletkezési helyéről); Gyakorlati Biblia-Magyarázatokban (1884. Esdrás profétiájáról, Matthew Henry után írt magyarázata); az erdélyi Protestáns Közlönyben (1891. Ámos profetiájáról).
Kéziratban: egy kötet eredeti és angolból átdolgozott egyházi beszéde.